# Tétrazote
Le tétrazote est un corps simple moléculaire, composé de quatre atomes d'azote et de formule N4. Théoriquement, cette molécule homonucléaire ne devrait pas être en forme de tétraèdre régulier. C'est une forme allotropique de l'azote.